# Estadio Centenario
Estadio Centenario (Stadion Stulecia) – stadion piłkarski w Montevideo. Jego nazwa upamiętnia przypadającą na 1930 setną rocznicę wyzwolenia się Urugwaju spod hiszpańskiej dominacji.

## Historia
Stadion zaczęto budować w 1929, w związku z przyznaniem Urugwajowi organizacji premierowych Mistrzostw Świata w 1930 roku. Gospodarze nie zdążyli dokończyć jego budowy przed rozpoczęciem mistrzostw – turniej rozpoczął się 13 lipca 1930, a pierwszy mecz na Centenario odbył się dopiero 18 lipca, w dniu Święta Proklamowania Pierwszej Konstytucji.
Stadion zainaugurowały drużyny Urugwaju i Peru, pierwszą bramkę strzelił Héctor Castro. Łącznie na Estadio Centenario odbyło się 10 spotkań Mistrzostw Świata w 1930 roku, w tym zwycięski dla gospodarzy finał z Argentyną (4:2).

## Wydarzenia sportowe
- Mistrzostwa Świata w Piłce Nożnej 1930
- Copa América: 1942, 1956, 1967 i 1995
- Finał Copa Libertadores: 1960, 1961, 1962, 1964, 1965, 1966, 1967, 1968, 1969, 1970, 1971, 1973, 1977, 1980, 1981, 1982, 1983, 1987, 1988, 2011
- Mistrzostwa Ameryki Południowej U-20: 1979, 2003, 2015
- Mistrzostwa Ameryki Południowej U-17: 1999
- Mundialito 1980–81
- Puchar Interkontynentalny: 1960, 1961, 1966, 1967, 1971
- Copa Interamericana: 1969, 1972, 1981, 1989
- Supercopa Sudamericana: 1990
- Recopa Sudamericana: 1989
- Copa CONMEBOL: 1993, 1994

## Galeria zdjęć

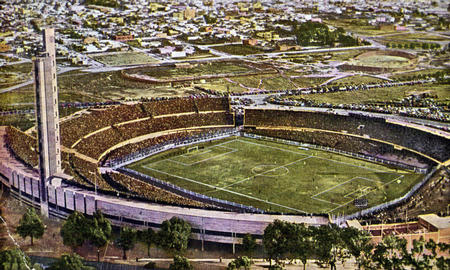
Stadion w 1930 roku
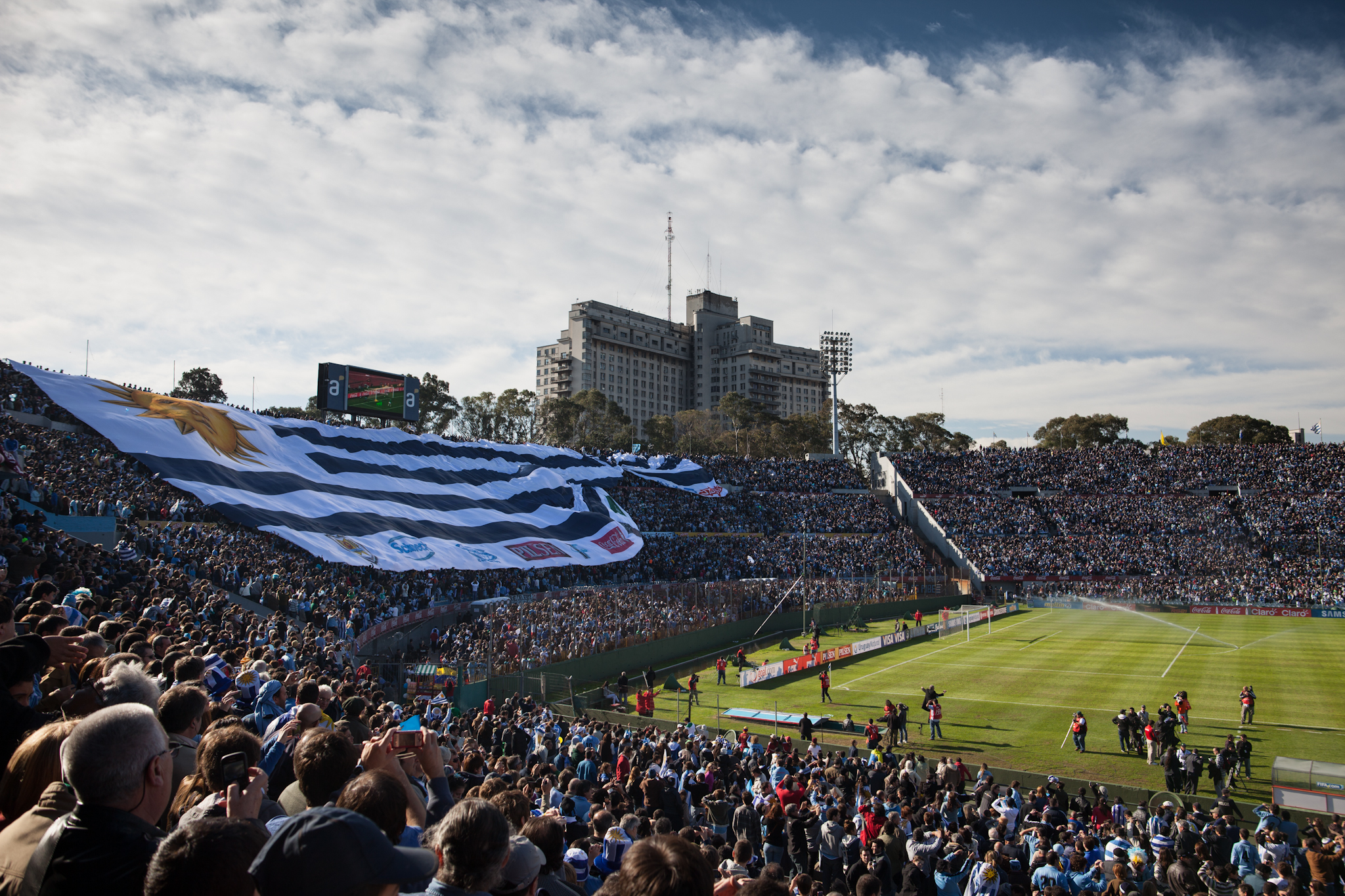
Mecz reprezentacji Urugwaju
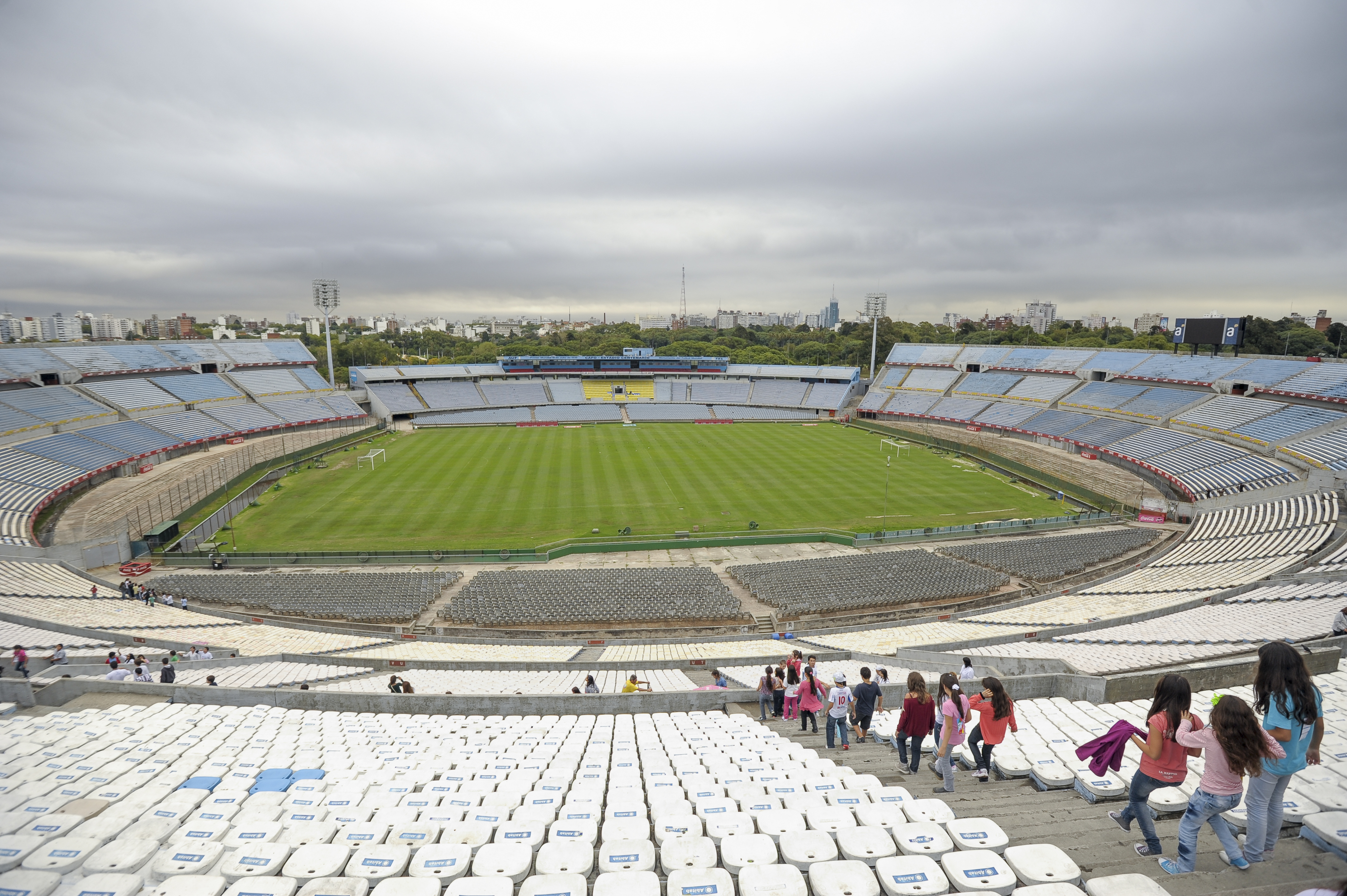
Stadion w 2013